# Apache County
Apache County je okres ve státě Arizona v USA. K roku 2010 zde žilo 71 518 obyvatel. Správním městem okresu je St. Johns. Celková rozloha okresu činí 29 056 km².

## Sousední okresy
| Růžice kompasu |                                 | San Juan County | Montezuma County (CO)                                                               | Růžice kompasu |
| Růžice kompasu | Navajo County                   | Sever           | San Juan County (NM), Catron County (NM), Cibola County (NM) a McKinley County (NM) | Růžice kompasu |
| Růžice kompasu | Navajo County                   | Apache County   | San Juan County (NM), Catron County (NM), Cibola County (NM) a McKinley County (NM) | Růžice kompasu |
| Růžice kompasu | Navajo County                   | Jih             | San Juan County (NM), Catron County (NM), Cibola County (NM) a McKinley County (NM) | Růžice kompasu |
| Růžice kompasu | Greenlee County a Graham County |                 |                                                                                     | Růžice kompasu |